# CH Las Palmas
CH Las Palmas byl hokejový klub z Las Palmasu, který hrával Španělskou hokejovou ligu. Klub byl založen roku 1975. Zanikl roku 1979.

## Historie
| Sezona    | Šampionát | Pohár    | Evropský pohár |
| --------- | --------- | -------- | -------------- |
| 1976–1977 | 5. místo  | ?. místo | -              |
| 1977–1978 | 8. místo  | ?. místo | -              |
| 1978–1979 | ?. místo  | ?. místo | -              |